# Чурюк-Су
Чюрю́к-Су́в (крим. Çürük Suv) — річка на північному сході Рівнинно-степового Криму.

## Назва
Упродовж свого існування річка часто змінювала назву. Початковою назвою річки є Бузли́к (крим. Buzlıq), кримськотатарською «крижана». Із часом, ріка дістала нову назву — Шири́н-Су́в (крим. Şırın Suv), тобто «солодка вода».
Нинішня назва — Чюрюк-Сув (крим. Çürük Suv). У перекладі з кримської мови — «гнила вода». Однак частіше ця назва використовується у сповтореному вигляді — Чурюк-Су або Чурук-Су.
У деяких селах використовувалися і інші назви: Расан-Бай (крим. Rassan Bay) або Серен-Сув (крим. Seren Suv).

## Опис
Долина річки густо заселена — на річці розташовані населені пункти: Ізюмівка, Первомайське, Садове, Ізобільне, Маківське, Журавки, Новопокровка і Василькове. Чюрюк-Сув в багатьох місцях нижньої течії спрямлена і перетворена на колектор Північно-Кримського каналу, впадає в мілководну заболочену лагуну Сиваша, приблизно за 3 км на північ від села Василькове. Різноманітні назви річки Чюрюк-Сув сходять до родоплемінних імен — чоро, чорос, серен, андайли землі беїв Ширинських. В історичних документах зустрічаються різні варіанти назви: Серен-Сув, Рассан-Бай, Гассан-Бай, Шірін-Сув, Малий Андаль, Малий Індол.
Чюрюк-Сув — найбільш східна річка з усіх які стікають з північного схилу Кримських гір. Відноситься до річок басейну південного Сиваша, хоча з другої половини ХХ століття свого історичного гирла річка досягає тільки в дуже повноводні роки. Бере початок на східному краю Головної гряди, у верхній течії русло лежить серед невисоких гір і пагорбів, в нижньому — це типова степова річка. Маловодність річки пояснюється кількома факторами: невеликою кількістю опадів у цій посушливій місцевості, малою площею водозбору, а також майже повною відсутністю живлячих карстових джерел.

## Гідрографія
Витік Чюрюк-Сув знаходиться за західною околицею міста Старий Крим, біля північного схилу гори Гриця висотою 665 м, трохи південніше шосе Р23 Сімферополь — Феодосія. За іншими джерелами — утворюється злиттям річок-витоків Старокримська і Монастирська, на висоті 220 м над рівнем моря, але на карті річка називається Чурук-Су ще до злиття. Основні притоки — річки Мугал-Озен (Старокримська) і Бакатал (Монастирська), яка нині впадає в Старокримське водосховище. Протікає через місто Старий Крим. У 1956 році поблизу міста Старий Крим на річці було побудовано водосховище, котре збирає частину її стоку, особливо паводкові води. Пізніше було споруджено Новопокровське водосховище, а також 9 ставків: Ізюмівський; каскад з 4-х ставків у селі Первомайське; Ізобільне і 2 Журавських ставки (Верхній і Нижній).
Довжина русла річки становить 33 км. При середньорічній витраті води всього близько 0,12 м3/сек і з об'ємом стоку лише 3700000 куб. м. на рік, Чюрюк-Сув належить до маловодних річок Криму. Площа водозбору становить 204 кв. кілометрів (за іншими даними — 148 квадратних кілометрів), річку перетинає СКК. Тут в неї також вливається кілька скидних каналів. Чюрюк-Сув впадає в Сиваш за 3 кілометри на схід від села Краснівка.

### Екологічні проблеми річки
Уже в XIX столітті місцеве населення почало відчувати наслідки забруднення вод річки, а також активний забір її води на зрошення, який призвів до її обміління. Показовим є приклад екологічних проблем річки Чюрюк-Сув, що мають давнє коріння. Вже в другій половині XIX століття місцеві прозвали її Чурук-Сув або Чюрюк-Сув, що в перекладі з кримськотатарської означає «гнила вода». Причиною цьому стали стоки шкіряних майстерень, що розмістилися по берегах річки в м. Старий Крим та навколишніх селах.